# Milwaukee Metropolitan Sewerage District

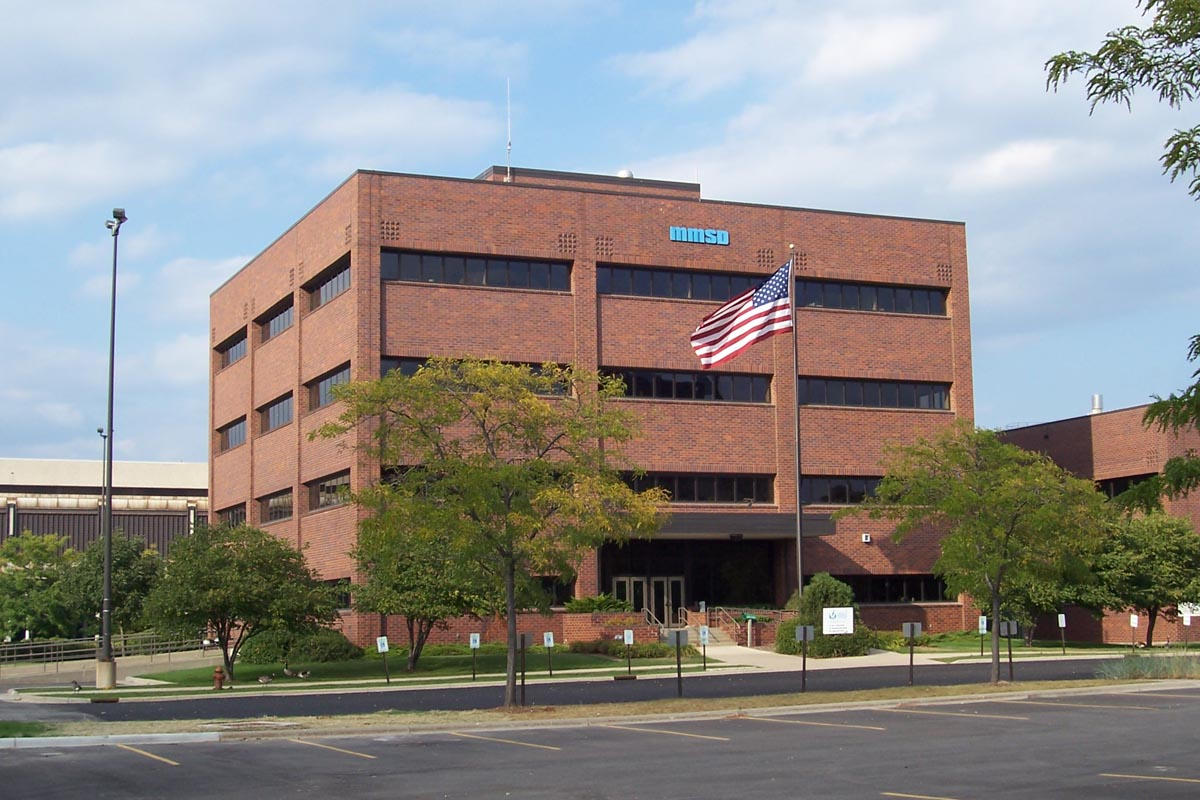
Verwaltungsgebäude des MMSD in Milwaukee

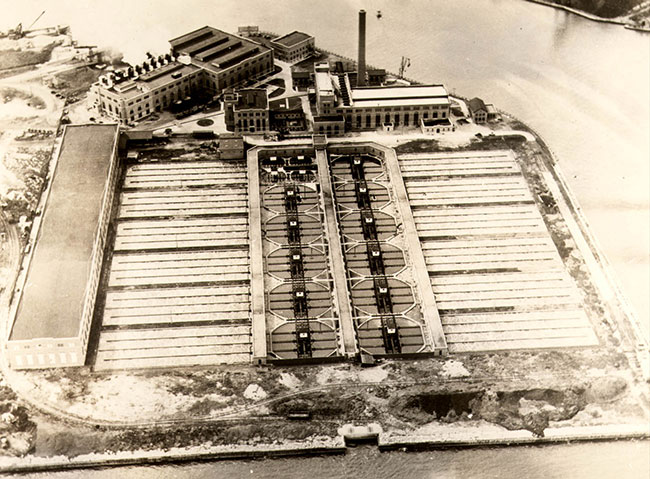
Kläranlage auf Jones Island 1926

Der Milwaukee Metropolitan Sewerage District, abgekürzt MMSD, ist ein regionaler Zweckverband für die Abwasserreinigung und den Hochwasserschutz von etwa 1,1 Millionen Einwohnern in 28 Gemeinden im Großraum Milwaukee in den USA. Der Wahlspruch des Zweckverbandes ist Partners for a cleaner environment „Partner für eine sauberere Umwelt“.

## Geschichte
Milwaukee wurde 1846 zu einer Stadt. Die ersten Abwasserkanäle wurden in den 1890er-Jahren gebaut. Sie leiteten das ungeklärte Abwasser zusammen mit dem Regenwasser direkt in die Flüsse und den Michigansee, die generell von der Bevölkerung als Freibereiche für die Abfallentsorgung angesehen wurden. Mit dem Wachstum der Stadt nahm die Belastung der Gewässer stark zu, sodass sie zu stinken begannen und ein Gesundheitsrisiko für die Bevölkerung darstellten.
Um dem fauligen Zustand der Flüsse entgegenzuwirken, wurde ein Spülsystem eingerichtet. Ab 1888 förderten Pumpen große Mengen von Michigansee-Wasser durch Stollen in den Milwaukee River, um dessen Wasser schneller in den See zu befördern, eine gleiche Einrichtung wurde 1907 für den Kinnickinnic River im Süden der Stadt in Betrieb genommen. Das System verseuchte aber das als Trinkwasser dienende Michigansee-Wasser, sodass 1909 eine schwere Typhus-Epidemie ausbrach.
Um das Problem der Abwasserentsorgung in den Griff zu bekommen, wurde deshalb 1913 die Sewerage Commission of the City of Milwaukee gegründet. Bereits ein Jahr nach der Gründung der Ausschusses wurde auf Jones Island eine Pilotanlage zum Testen des in Europa entwickelten Belebtschlammverfahren errichtet. Sie wurde 1925 durch die Jones Island Sewage Plant ersetzt, die erste Großkläranlage in den USA, die das Belebtschlammverfahren einsetzte, wobei der Klärschlamm unter dem Namen Milorganite als Dünger vermarktet wurde.
In den Jahren nach dem Ersten Weltkrieg wuchs die Stadt über ihre Grenzen hinaus und die Abwassermengen, die auf Jones Island behandelt werden sollten, wurden immer größer. Diese Entwicklungen führten im Jahr 1921 zur Gründung der Metropolitan Sewerage Commission und des Metropolitan Sewerage District of the County of Milwaukee die sich mit der Abwasserentsorgung der Gebiete außerhalb der Stadtgrenzen befassten. Die Sewerage Commission of the City of Milwaukee und die Metropolitan Sewerage Commission of the County of Milwaukee bildeten 1921 den Metropolitan Sewerage District of the County of Milwaukee.
In den Nachkriegsjahren führte die Nachfrage nach erschwinglichem Wohnraum und die weitere Industrialisierung zu einem Wachstumsboom in der Agglomeration von Milwaukee. Neben der Abwasserentsorgung musste in den neu erschlossenen Gebieten auch der Hochwasserschutz gegenüber den Flüssen gewährleistet werden. Der Zweckverband begann ein langfristiges Bauprojekt, bei dem Bäche und Flüsse im Versorgungsgebiet des Zweckverbands kanalisiert wurden. Weiter musste die Kläranlage auf Jones Island in den Jahren 1934 und 1952 erweitert werden. 1968 wurde eine zweite Anlage in Oak Creek eröffnet, die 1974 erweitert wurde.
Die Verschärfung des Gesetzes zur Bekämpfung der Wasserverschmutzung 1972 führte dazu, dass die Überläufe in den Kläranlagen bei hohem Schmutzwasseranfall reduziert werden mussten. Dies hatte zur Folge, dass die Oak-Creek-Kläranlage mit derjenigen auf Jones Island durch einen Schmutzwassertunnel verbunden wurde, damit die Kapazitäten der beiden Anlagen besser ausgeglichen werden konnten. Nach Streitigkeiten um die Finanzierung des Water Pollution Abatement Program (WPAP), eines Projektes zur weiteren Verringerung der Wasserverschmutzung durch überlaufende Abwässer, gründete der Bundesstaat Wisconsin 1982 den Milwaukee Metropolitan Sewerage District (MMSD), der unter Aufsicht eines einzigen Ausschusses steht.
Mit der Umsetzung des 3 mia. US-Dollar teuren WPAP wurde 1979 begonnen. Kernstück war das Deep Tunnel System „Tieftunnelsystem“, das ein 31 km langes Netz von Kanälen umfasst, die 90 m unter dem Straßenniveau liegen. Dieses eine Milliarde Dollar teure Tunnelsystem vermeidet durch Kapazitätserweiterung Abwasserüberläufe und durch die tiefe Lage Kellerrückstaus. Das restliche Geld wurde für den Ausbau und die Reparatur des bestehenden Systems verwendet. Das ganze Projekt konnte 1993 abgeschlossen werden.
Obwohl nach Abschluss des WPAP die meisten Abwasserüberläufe vermieden werden konnten, investierte der MMSD nochmals eine Milliarde Dollar in den Ausbau des Deep Tunnel Systems. Nach dem Abschluss des Ausbaus im Jahr 2010 hat das Deep Tunnel System eine Länge von 46 km und kann beinahe 2 Mio. Kubikmeter Schmutzwasser aufnehmen. Seit 1994 ist der MMSD in der Lage 98 % des gesamten anfallenden Regen- und Abwassers zu klären, was weit über dem landesweit angestrebten Ziel von 85 % liegt.